# Paul Sabatier
Paul Sabatier (5. listopadu 1854 Carcassonne – 14. srpna 1941) byl francouzský chemik. Byl ženatý a měl čtyři dcery.
Ve své doktorské práci se věnoval termochemii síry a kovových sulfidů. V Toulouse pokračoval ve fyzikálním a chemickém výzkumu sulfidů, chloridů, chromanů a sloučenin mědi. Také studoval oxidy dusíku a kyselinu nitrosodisírovou a její soli. Provedl základní výzkum v oblasti distribučních koeficientů a absorpčních spekter.
Jeho nejdůležitější prací je průmyslové využití hydrogenace. V roce 1897 objevil, že nikl je schopen katalyzovat hydrogenaci nenasycených uhlovodíků.
Sabatier je známý díky Sabatierově reakci a také díky jeho práci La Catalyse en Chimie Orgarnique (katalýza v organické chemii) z roku 1913. Společně s Victorem Grignardem získal roku 1912 Nobelovu cenu.